# 洛西ニュータウン病院
洛西ニュータウン病院（らくさいニュータウンびょういん）は、京都府京都市西京区にある医療機関。洛西ニュータウン内にある。

## 沿革
京都市行政からの要請を受けて学校法人関西医科大学が1982年（昭和57年）に関西医科大学附属洛西ニュータウン病院として開設した。のちに2006年（平成18年）4月1日から経営移譲により、開設者が医療法人清仁会シミズ病院グループを経営する清水幸夫となった。2013年（平成25年）2月1日に個人病院から正式に法人化され、医療法人清仁会洛西ニュータウン病院となった。

### 年表
- 1982年（昭和57年）5月1日 - 関西医科大学附属洛西ニュータウン病院が開設する。
- 1996年（平成8年）6月10日 - エイズ治療拠点病院の指定を受ける。
- 2006年（平成18年）
  - 3月31日 - 関西医科大学附属洛西ニュータウン病院が閉院する。
  - 4月1日 - 経営移譲により、開設者を清水幸夫に変更。当院を洛西ニュータウン病院に改称する。
- 2013年（平成25年）2月1日 - 医療法人清仁会洛西ニュータウン病院に法人化。
- 2016年（平成28年）4月1日 - 病床を再編。一般病床143床（うち地域包括ケア病棟35床開設）と療養病床41床の計184床となる。
- 2017年（平成29年）11月1日 - 病床を再編。一般病床138床（うち地域包括ケア30床）と療養病床46床の184床となる。

## 診療科
- 内科
- 消化器内科
- 循環器内科
- 外科
- 消化器外科
- 乳腺外科
- 肛門外科
- 脳神経外科
- リハビリテーション科
- 皮膚科
- 形成外科
- 泌尿器科
- 眼科
- 耳鼻咽喉科
- 放射線科
- 麻酔科
- 歯科口腔外科
- 脳神経内科

（出典：）

## 医療機関の指定等
- 保険医療機関
- 救急告示医療機関
- 労災保険指定医療機関
- 指定自立支援医療機関（更生医療・育成医療・精神通院医療）
- 身体障害者福祉法指定医の配置されている医療機関
- 生活保護法指定医療機関
- 特定疾患治療研究事業指定医療機関
- 結核指定医療機関
- 戦傷病者特別援護法指定医療機関
- 小児慢性特定疾患治療研究事業指定医療機関
- 原子爆弾被害者一般疾病医療取扱医療機関
- 母体保護法指定医の配置されている医療機関

## アクセス
公共交通機関
- JR西日本JR京都線
  - 桂川駅より京都市バスまたはヤサカバス。「境谷大橋」停留所下車、徒歩3分[4]。
- 阪急京都本線
  - 桂駅[注 2]より京都市バス。「境谷大橋」停留所下車、徒歩3分[4]。
  - 洛西口駅より京都市バスまたはヤサカバス。「境谷大橋」停留所下車、徒歩3分[4]。

自動車
- 京都縦貫自動車道大原野ICまたは沓掛IC下車[4]。

備考
- 上記の他、当院を基点とする無料巡回バスの運行も行っているが、年末年始（12月30日 - 翌年1月3日）は全路線の全便が運休する。